# Katzenhirn
Katzenhirn (schwäbisch Katzahira) ist ein Ortsteil der schwäbischen Stadt Mindelheim im Landkreis Unterallgäu und liegt rund 5,6 km östlich des Stadtkerns auf dem Gebiet der Gemarkung Mindelau.

## Geschichte

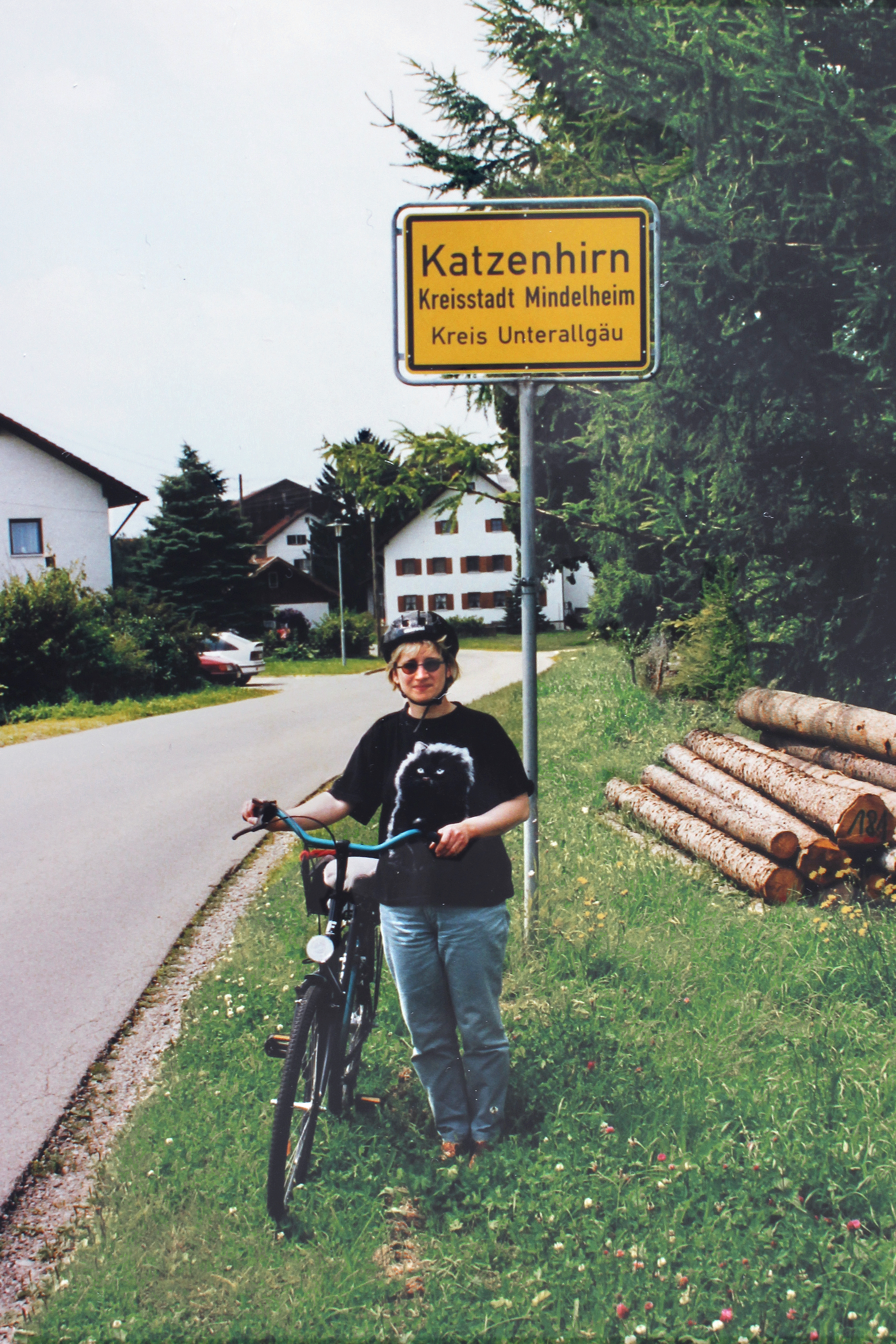
Am Ortseingang

Das Augsburger Domkapitel kaufte sich 1486 in den Ort ein. Katzenhirn wurde 1848 nach Kirchdorf, heute Stadtteil von Bad Wörishofen, umgepfarrt. Die römisch-katholische Martinskapelle des Ortes entstand vermutlich im 18. Jahrhundert.
Der Weiler gehörte seit dem 19. Jahrhundert zur Gemeinde Mindelau und wurde mit ihr im Zuge der Gebietsreform in Bayern am 1. Juli 1976 in die Stadt Mindelheim eingegliedert.
Katzenhirn hatte rund 62 Einwohner zum Zensus am 15. Mai 2022.